# Toolbrunup
A Toolbrunup hegycsúcs a Stirling-hegység második legmagasabb csúcsa, Nyugat-Ausztráliában található. A csúcsra való felsétálást gyakran tekintik az egyik legjobb résznek a Stirling-hegységben tett túrák közül. A kilátás lenyűgöző a csúcsról. Fentről többnyire sziklás kiszögelléseket lehet látni. A Toolbrunup csúcsot alkotó üledékes kőzet az ediakara időszakban keletkezett, mintegy 600 millió évvel ezelőtt, majd később kvarcittá és agyagpalává alakult át. Ezen geológiai alakzat kiemelkedése csak ezen folyamatok lezajlása után kezdődött el. 
Az első európai, akinek sikerült meghódítania a csúcsot, Robert Dale zászlós volt, aki 1832-ben bejárta a vidéket. John Septimus Roe szintén feljutott a csúcsra, csak ő három évvel később, akit 1840-ben James Drummond botanikus követett. Drummond később több alkalommal is visszatért a helyszínre, hogy növényeket gyűjtsön és beazonosítsa a vidék növényeit.
A terület eredeti őslakosai és tulajdonosai a minang és a koreng népcsoportok tagjai voltak. A Toolbrunup hegycsúcs a Toolbrunup tóval osztozik e földrajzi elnevezésen, melynek jelentése nagyjából az, hogy „a hely, ahol akkor is van víz, amikor már sehol másutt”.

## Fordítás
Ez a szócikk részben vagy egészben  a   Toolbrunup című angol Wikipédia-szócikk ezen változatának fordításán alapul.  Az eredeti cikk szerkesztőit annak laptörténete sorolja fel. Ez a jelzés csupán a megfogalmazás eredetét és a szerzői jogokat jelzi, nem szolgál a cikkben szereplő információk forrásmegjelöléseként.